# Amt Brieskow-Finkenheerd
Amt Brieskow-Finkenheerd – Związek Gmin w Niemczech, leżący w kraju związkowym Brandenburgia, w powiecie Oder-Spree. Siedziba związku znajduje się w miejscowości Brieskow-Finkenheerd.
W skład związku wchodzi pięć gmin:
1. Brieskow-Finkenheerd
2. Groß Lindow
3. Vogelsang
4. Wiesenau
5. Ziltendorf